# Paratanarctus kristenseni
Paratanarctus kristenseni är en djurart som tillhör fylumet trögkrypare, och som beskrevs av D'Addabbo Gallo, de Zio Grimaldi, Morone De Lucia och Alberto Troccoli 1992. Paratanarctus kristenseni ingår i släktet Paratanarctus och familjen Halechiniscidae. Inga underarter finns listade i Catalogue of Life.